# Demofilo
Demofilo, figlio di Diadrome (in greco antico: Δημόφιλος?, Demòphilos; Tespie, ... – Termopili, 480 a.C.), è stato un militare greco antico, noto per aver guidato 700 Tespiesi nella battaglia delle Termopili.

## Biografia
Diadrome fu a capo dell'esercito della sua città che partecipò alla seconda guerra persiana e partecipò con esso alla battaglia delle Termopili del 480 a.C.
Dopo cinque giorni di battaglia, il grosso delle truppe greche si ritirò per organizzare una nuova resistenza più a sud; a rallentare l'avanzata dei Persiani di Serse rimasero fino all'estremo sacrificio, insieme ai 300 spartani del re Leonida I, i 700 guerrieri di Demofilo.
Dopo la battaglia delle Termopili, l'esercito persiano incendiò la città di Tespie e i cittadini della città fuggirono nel Peloponneso.
Nel 1997 il comune di Sparta ha realizzato un monumento a Demofilo e ai 700 Tespiesi, vicino al monumento a Leonida e ai suoi uomini.